# Georg Wurmitzer
Georg Wurmitzer (* 6. April 1943 in Frankenberg, Gemeinde Albeck (Kärnten)) ist ein ehemaliger Hauptschullehrer und früherer österreichischer Politiker (ÖVP). Wurmitzer war von 1994 bis 1999 Abgeordneter zum Nationalrat und von 1999 bis 2004 Landesrat in der Kärntner Landesregierung Haider III.

## Ausbildung und Beruf
Wurmitzer besuchte von 1949 bis 1953 die Volksschule Sirnitz und im Anschluss von 1953 bis 1957 die Hauptschule Feldkirchen. 1957 wechselte er an die Bundeslehrerbildungsanstalt Klagenfurt, die er 1962 mit der Matura abschloss. Danach leistete er von 1962 bis 1963 den Präsenzdienst ab. 
Wurmitzer arbeitete von 1963 bis 1966 als Volksschullehrer an der Volksschule Steuerberg und unterrichtete danach von 1966 bis 1972 an der Volksschule Sirnitz. Er legte 1969 die Lehrbefähigungsprüfung für Hauptschulen in den Gegenständen Mathematik, Bildnerische Erziehung und Werken ab und war in der Folge zwischen 1972 und 1979 an der Hauptschule 4 in Feldkirchen sowie 1994 als Hauptschullehrer tätig. 

## Politik
Wurmitzer engagierte sich zwischen 1963 und 1968 als Junglehrervertreter des Österreichischen Lehrerbundes und wurde 1969 zum Gemeindeparteiobmann der ÖVP Albeck gewählt. In der Folge hatte er zwischen 1970 und 1973 das Amt eines Gemeinderats von Albeck inne und wirkte zwischen 1973 und 1999 als Bürgermeister. Zudem hatte er zwischen 1977 und 1979 innerparteilich das Amt des Bezirksparteiobmanns der ÖVP Feldkirchen inne. Er wurde 1979 in den Kärntner Landtag gewählt und übernahm 1984 das Amt des Klubobmanns der ÖVP im Landtag. Er wechselte danach am 7. November 1994 als Abgeordneter in den Nationalrat und gehörte diesem bis zum 9. April 1999 an. Wurmitzer wurde in der Folge im April 1999 in die Kärntner Landesregierung gewählt und war zudem ab dem 14. Oktober 2000 Landesparteiobmann der ÖVP Kärnten. Wurmitzer trat nach der verlorenen Landtagswahl in Kärnten 2004 als Obmann der ÖVP zurück und schied mit dem 30. März 2004 auch als Landesrat aus der Landesregierung Haider aus. Als Obmann der ÖVP Kärnten war er bereits am 14. März von Josef Martinz abgelöst worden, der an diesem Tag zum geschäftsführenden Obmann gewählt worden war.

## Privates
Wurmitzer ist verheiratet und Vater zweier Söhne.

## Auszeichnungen
- 2002: Ehrenbürger von Zagăr[3]
- 2018: Kärntner Landesorden in Silber[4]